# 아일오브와이트 (영국 의회 선거구)
아일오브와이트 (Isle of Wight)는 영국 의회의 하원에서 지역을 대표하는 아일오브와이트주의 선거구이다. 2017년부터 2024년까지 보수당의 밥 실리가 지역구 의원을 맡았다.
1832년 총선에 앞서 선거개혁법 제정으로 처음 신설된 지역구이며 와이트섬 전체를 포괄한다. 2019년 총선에서 영국의 모든 선거구를 통틀어 가장 많은 유권자수를 기록하였다.
2023년 웨스트민스터 선거구 정기심의 결과 지역구 폐지 대상으로 지정되었으며 2024년 영국 총선부터 아일오브와이트이스트와 아일오브와이트웨스트의 2개 선거구로 분할되었다.

## 경계
아일오브와이트는 와이트섬 전체를 한 개의 지역구로 통일한 지역구이다. 이는 같은 섬에 설치된 아일오브와이트주라는 이름의 전례주의 관할지역, 단일지역정부인 아일오브와이트 주의회 관할구역과 일치한다.
길이가 동서로 36.2km, 남북으로 21km에 달하여 조그만 다이아몬드형을 이루는 와이트섬은 더니들스라는 백악층 지형과 사람이 살기 어려운 암석지대가 유명하다. 인근의 햄프셔주 연안의 3개 도시 (리밍턴, 사우샘프턴, 포츠머스)까지 페리가 운항된다.
2019년 총선에서 총 유권자수가 113,021명을 기록하여 영국에서 가장 유권자가 많은 지역구로 기록되었다. 이는 전국의 선거구당 평균 유권자수인 73,181명보다 50% 더 많은 수준이다. 유권자가 가장 적은 지역구인 스코틀랜드의 너헬라넌어니어르 (웨스턴아일스)와 비교하면 다섯배에 달한다.

### 지역구 분할론
영국 의회의 선거구 정기 개편을 맡고 있는 잉글랜드 구획위원회 (Boundary Commission for England)는 1954년부터 아일오브와이트 지역구를 두개로 분할하는 방안, 나아가 솔런트 해협 너머 본토까지 아우르는 방안을 현지 시민사회와 꾸준히 논의하고 있으나, 독립 위원이나 대부분의 협의 관계자, 논의에 참여하는 주민들 사이에서는 분할론에 대해 전반적으로 반응이 좋지 않다. 이 때문에 구획위원회 위원, 각 정당 관계자, 중립 평론가로 구성된 각계 대표는 아일오브와이트 전체를 지역구 1개로 묶는 것이 가장 적합하다는 합의를 이어가고 있다.
이러한 여론과는 반대로 구획위원회 측은 11만명이나 되는 유권자를 한 지역구로만 묶는 것은 아일오브와이트를 비대한 지위로 남겨두는 셈이라면서, 과도한 배분을 피하는 것이 법에 따른 의무임을 형식적으로나마 내세웠다. 2008년에는 한 독립기관이 아일오브와이트의 모든 이익집단이 수용할 수 있는 선에서 지역구를 둘로 분할하는 것은 매우 어렵다는 문제점을 제기하기도 하였다. 도시권역에 있는 지역구이거나 경계로 삼을 만한 자연지물이 마땅치 않은 지역구에서 경계를 임의로 긋는 문제는 늘상 있어왔던 일인데 아일오브와이트의 사례가 특히 그렇다는 지적이다.
결국 2011년 의회 선거제 및 선거구법 제정으로 영국 의회의 총 선거구 수를 650개에서 600개로 감축한 가운데, 아일오브와이트는 지역구 2개를 보장 (protected)해야 한다고 명시되기에 이르렀다.  이는 곧 지역구 설치의 법적 기준이 되는 유권자수 ±5% 상한선에 따를 필요 없이, 무조건 지역구 2개가 설치되어야 한다는 것이다. 2011년 선거구법은 2020년 의회 선거구법 제정으로 종전의 선거구수 감소는 철회되었으나, 와이트섬에 대한 2개 지역구 보장 조항은 유지되었다.

### 2024년 선거구 개편

2024년 총선부터 2개 선거구로 분할된 아일오브와이트 지역구

상술한 법 제정 이후 영국 구획위원회는 2018년 완료를 목표로 제6차 지역구 경계 정례검토를 실시했으나 난항에 부딫혀 중단되었고, 2023년 완료를 목표로 2021년 1월 5일부터 다시 검토에 들어갔다. 구획위원회는 이후 2021년 6월 8일 경계변경 권고안의 초본을 발행하였으며, 두 차례의 공개협의를 거쳐 2022년 11월 8일 수정본을 발행하였다. 최종본은 2023년 6월 28일 발행되었다.
2023년 정례검토 권고안에서 잉글랜드 구획위원회는 와이트섬을 동서로 나누어 아일오브와이트이스트 (Isle of Wight East, 유권자 56,805명)와 아일오브와이트웨스트 (Isle of Wight West, 선거인 54,911명)으로 분할할 것을 권고하였다.

## 역사
와이트섬은 13세기부터 뉴포트, 뉴타운, 야머스라는 세 개의 의회자치구로 분할되어, 지역구 한 곳당 2명의 의원을 선출하였다. 또 일정한 재산을 갖춘 자유민을 비롯, 섬내에 거주하는 유권자들은 햄프셔 지역구 의원 2인을 선출할 수 있었다. 하나의 선거구가 처음으로 설치된 것은 1654년 제1차 보호국 의회이지만 얼마 못 가 철회되었고, 오늘날 섬 전체의 지역구로서 본격적인 역사는 1823년 개혁법 제정 이후이다.
개혁법은 뉴타운과 야머스 의회자치구를 폐지하였다. 또 햄프셔주 지역구 선거에 참여하기만 하던 것에서, 섬 자체를 대변하는 햄프셔 지역구 의원 1인를 비로소 신설하게 되었다. 세 자치구 중 유일하게 남은 뉴포트 지역구에서 종전처럼 별개의 의원 2인을 선출해 오다가 1868년에 의원 1인 선출로 축소되었고, 마침내 1885년에 뉴포트 지역구도 폐지되었다. 이후 아일오브와이트는 하나의 선거구, 의원 1인으로 통합되어 지금까지 이어져 오고 있다.
아일오브와이트는 예로부터 보수당과 자유민주당 (자유당)이 번갈아 가면서 차지하는, 두 정당 간의 각축전이 벌어지는 지역구였다. 1974년부터 1987년까지 자유당, 1987년부터 1997년까지 보수당, 1997년부터 2001년까지 자유민주당, 그 이후로는 보수당 후보가 당선되고 있다.
2015년 총선에서 현직 보수당 의원이 자유민주당을 상대로 보수당 내에서 가장 큰 선회 득표율(정당 간의 표심 변화율)을 기록하였다. 자유민주당 후보는 5위에 머물렀다.
2017년 총선에 출마한 자유민주당 후보인 닉 벨핏은 23세의 나이로 역대 최연소 후보가 됐다.
2019년 12월 총선에서 자유민주당은 녹색당, 플라이드 컴리와 함께 브렉시트에 반대하고 유럽연합 잔류를 지지하는 후보의 기회를 확대하는 잔류를 위한 단결 협약을 체결하여, 잉글랜드와 웨일즈의 60개 선거구에서 단일화를 합의하였다. 아일오브와이트에서는 녹색당 후보로 단일화하여 지원유세에 나섰다.

## 국회의원

### 1832년 이전
- 1654년: 라일 경, 윌리엄 시든햄
- 1830년~1831년: 허레이스 트위스

### 1832년~현재

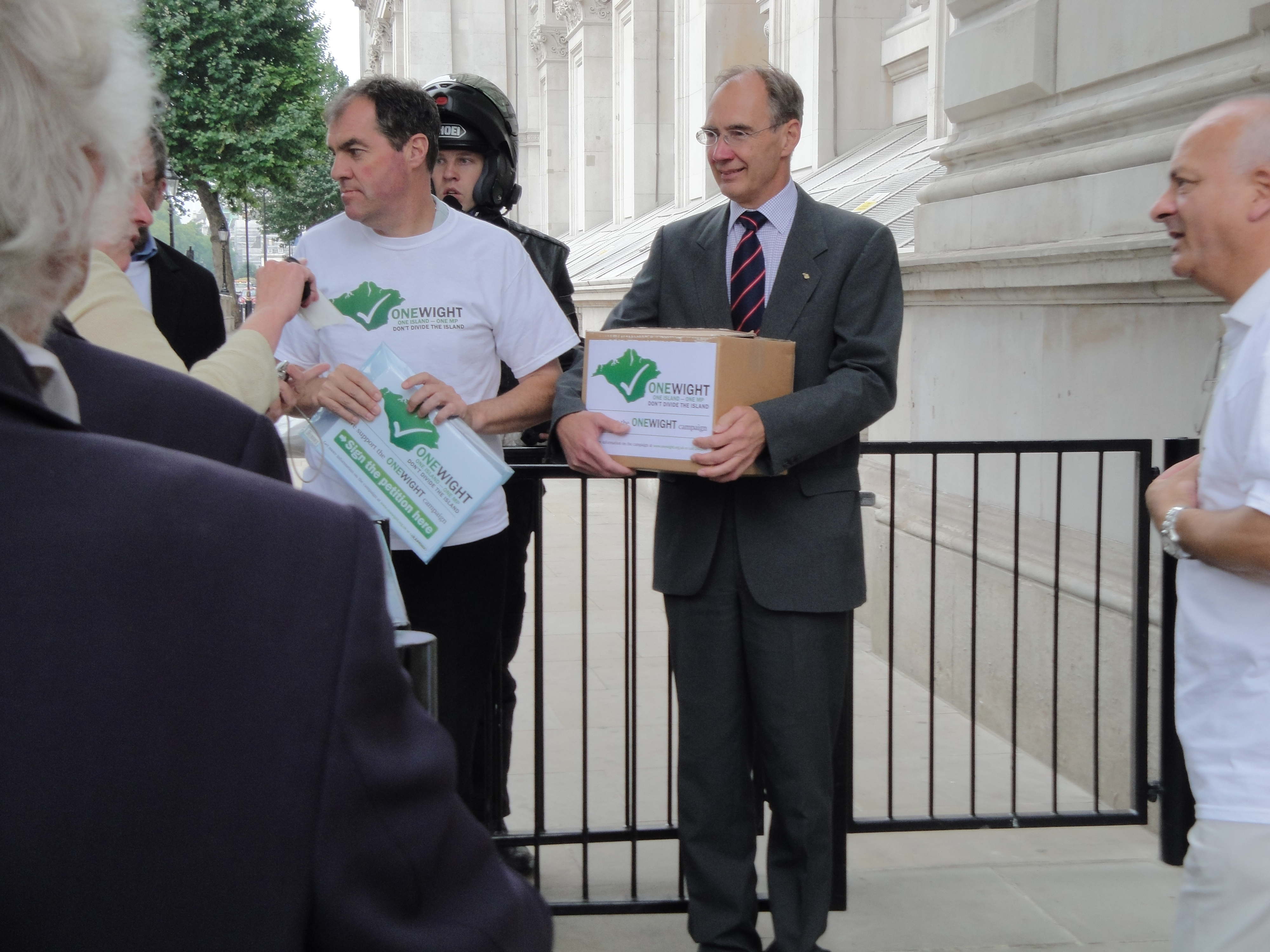
2001년~2017년 지역구 의원으로 활동한 앤드루 터너 (2010년 사진)

| 선거 | 선거          | 의원                      | 정당          |
| ---- | ------------- | ------------------------- | ------------- |
|      | 1832년        | 리처드 사이미언           | 휘그당        |
|      | 1837년        | 윌리엄 홈즈 아 코트       | 보수당        |
|      | 1847년        | 존 사이미언               | 휘그당        |
|      | 1851년 재보궐 | 에드워드 도스             | 급진파        |
|      | 1852년        | 프랜시스 베너블버넌하코트 | 보수당        |
|      | 1857년        | 찰스 클리퍼드             | 휘그당        |
|      | 1859년        | 찰스 클리퍼드             | 자유당        |
|      | 1865년        | 존 사이미언               | 자유당        |
|      | 1870년 재보궐 | 알렉산더 베일리코크레인   | 보수당        |
|      | 1880년        | 이블린 애슐리             | 자유당        |
|      | 1885년        | 리처드 웹스터             | 보수당        |
|      | 1900년        | 존 실리                   | 보수당        |
|      | 1904년 재보궐 | 존 실리                   | 무소속 보수당 |
|      | 1906년        | 고드프리 베어링           | 자유당        |
|      | 1910년 1월    | 더글라스 홀               | 보수당        |
|      | 1922년        | 에드가 챗펠드클라크 경    | 자유당        |
|      | 1923년        | 존 실리                   | 자유당        |
|      | 1924년        | 피터 맥도널드             | 보수당        |
|      | 1959년        | 마크 우드넛               | 보수당        |
|      | 1974년 2월    | 스티븐 로스               | 자유당        |
|      | 1987년        | 배리 필드                 | 보수당        |
|      | 1997년        | 피터 브랜드               | 자유민주당    |
|      | 2001년        | 앤드루 터너               | 보수당        |
|      | 2017년        | 밥 실리                   | 보수당        |

## 선거

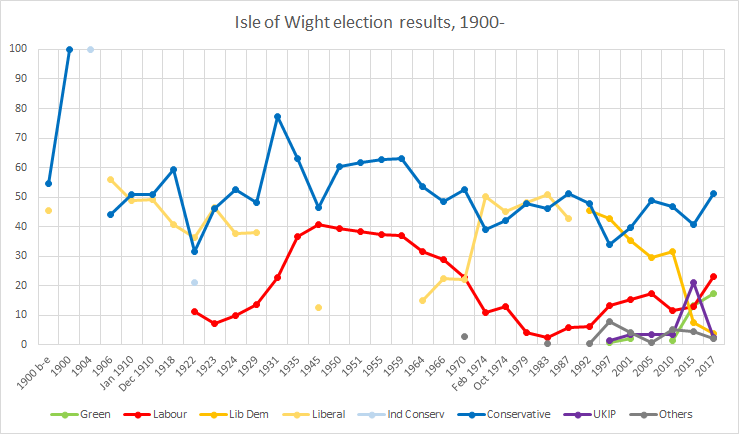
아일오브와이트의 역대 선거 결과

### 2010년대
|  | 56.2% |

|  | 24.3% |

|  | 15.2% |

|  | 2.1% |

|  | 1.2% |

|  | 1.1% |

|  | 51.3% |

|  | 23.0% |

|  | 17.3% |

|  | 3.7% |

|  | 2.6% |

|  | 2.1% |

|  | 40.7% |

|  | 21.2% |

|  | 13.4% |

|  | 12.8% |

|  | 7.5% |

|  | 4.5% |

|  | 46.7% |

|  | 31.7% |

|  | 11.6% |

|  | 3.5% |

|  | 2.1% |

|  | 1.8% |

|  | 1.3% |

|  | 0.9% |

|  | 0.2% |

|  | 0.1% |

|  | 0.1% |

### 2000년대
|  | 48.9% |

|  | 29.5% |

|  | 17.2% |

|  | 3.5% |

|  | 0.8% |

|  | 39.7% |

|  | 35.3% |

|  | 15.2% |

|  | 3.3% |

|  | 2.2% |

|  | 2.0% |

|  | 1.8% |

|  | 0.3% |

### 1990년대
|  | 42.7% |

|  | 34.0% |

|  | 13.2% |

|  | 6.5% |

|  | 1.5% |

|  | 1.2% |

|  | 0.7% |

|  | 0.1% |

|  | 0.1% |

|  | 47.9% |

|  | 45.6% |

|  | 6.0% |

|  | 0.4% |

### 1980년대
|  | 51.2% |

|  | 42.9% |

|  | 5.9% |

|  | 51.0% |

|  | 46.3% |

|  | 2.4% |

|  | 0.3% |

### 1970년대
|  | 48.2% |

|  | 47.7% |

|  | 4.0% |

|  | 45.1% |

|  | 42.0% |

|  | 13.0% |

|  | 50.2% |

|  | 39.0% |

|  | 10.8% |

|  | 52.4% |

|  | 22.6% |

|  | 22.2% |

|  | 2.8% |

### 1960년대
|  | 48.6% |

|  | 29.0% |

|  | 22.4% |

|  | 53.5% |

|  | 31.6% |

|  | 14.9% |

### 1950년대
|  | 62.9% |

|  | 37.1% |

|  | 62.6% |

|  | 37.4% |

|  | 61.8% |

|  | 38.2% |

|  | 60.5% |

|  | 39.5% |

### 1940년대
|  | 46.6% |

|  | 40.7% |

|  | 12.6% |

당초 국회임기는 1940년 말까지로 그 전에 총선이 치러져야 했으므로, 각 당은 1939년부터 차기 총선 후보를 지명하기 시작하였다. 그러나 그해 말 제2차 세계 대전이 발발하면서 전시내각이 수립됨에 따라 총선은 1945년으로 미뤄졌다. 아일오브와이트 지역구 후보는 다음과 같았다.
- 보수당: 피터 맥도널드
- 노동당: 로버트 아서 리스터
- 자유당: 헬런 드 게리 브라운

### 1930년대
|  | 63.18% |

|  | 36.83% |

|  | 77.25% |

|  | 22.75% |

### 1920년대
|  | 48.2% |

|  | 38.1% |

|  | 13.7% |

|  | 52.4% |

|  | 37.8% |

|  | 9.8% |

|  | 46.6% |

|  | 46.3% |

|  | 7.1% |

|  | 36.2% |

|  | 31.6% |

|  | 21.0% |

|  | 11.2% |

### 1910년대
|  | 59.2% |

|  | 40.8% |

|  | 50.8% |

|  | 49.2% |

|  | 51.0% |

|  | 49.0% |

### 1900년대

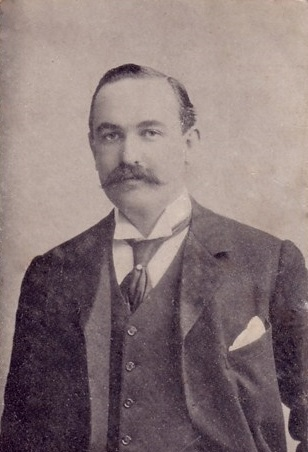
고드프리 바링 의원

|  | 55.8% |

|  | 44.2% |

| 1904년 재보궐선거아일오브와이트 |                             |               |        |        |      |      |  |
|                                 |                             |               |        |        |      |      |  |
| 후보                            | 후보                        | 정당          | 득표   | 득표율 | 당락 | 비고 |  |
|                                 | 존 실리                     | 무소속 보수당 | 무투표 | 무투표 | 당선 |      |  |
|                                 | 보수당 → 무소속 보수당 획득 |               |        |        |      |      |  |

| 1900년 영국 총선아일오브와이트 |             |        |        |        |      |      |
| 유권자수: 14,494명             |             |        |        |        |      |      |
| 후보                           | 후보        | 정당   | 득표   | 득표율 | 당락 | 비고 |
|                                | 존 실리     | 보수당 | 무투표 | 무투표 | 당선 |      |
|                                | 보수당 유지 |        |        |        |      |      |

|  | 54.5% |

|  | 45.5% |

### 1890년대
|  | 52.0% |

|  | 48.0% |

|  | 52.1% |

|  | 47.9% |

### 1880년대
| 1886년 재보궐선거아일오브와이트 |               |        |        |        |      |      |
| 유권자수: 11,943명              |               |        |        |        |      |      |
| 후보                            | 후보          | 정당   | 득표   | 득표율 | 당락 | 비고 |
|                                 | 리처드 웹스터 | 보수당 | 무투표 | 무투표 | 당선 |      |
|                                 | 보수당 유지   |        |        |        |      |      |

- 리처드 웹스터 의원이 잉글랜드 웨일스 법무장관으로 임명되면서 치러졌다.

|  | 56.8% |

|  | 43.2% |

|  | 52.1% |

|  | 47.9% |

|  | 50.2% |

|  | 49.8% |

### 1870년대
|  | 50.1% |

|  | 49.9% |

|  | 50.7% |

|  | 49.3% |

- 사이미언 의원의 사망으로 치러졌다.

### 1860년대
|  | 54.8% |

|  | 45.2% |

|  | 52.5% |

|  | 47.5% |

### 1850년대
|  | 52.1% |

|  | 47.9% |

|  | 54.5% |

|  | 45.5% |

|  | 53.5% |

|  | 46.5% |

|  | 52.1% |

|  | 47.9% |

- 사이미언 의원이 성공회에서 가톨릭교로 개종함에 따라 의원직을 사퇴하면서 치러졌다.[61]

### 1840년대
|  | 56.1% |

|  | 43.9% |

| 1841년 영국 총선아일오브와이트 |                    |        |        |        |      |      |
| 유권자수: 1,167명              |                    |        |        |        |      |      |
| 후보                           | 후보               | 정당   | 득표   | 득표율 | 당락 | 비고 |
|                                | 윌리엄 아 코트홈스 | 보수당 | 무투표 | 무투표 | 당선 |      |
|                                | 보수당 유지        |        |        |        |      |      |

### 1830년대
|  | 52.9% |

|  | 47.1% |

|  | 58.9% |

|  | 41.1% |

|  | 86.4% |

|  | 13.6% |

## 같이 보기
- 아일오브와이트주의 정치
- 사우스이스트잉글랜드의 의회 선거구 목록
- 영국 의회 선거구 목록

## 참조주
1. ↑  〈Wight〉. 《Lexico UK English Dictionary》. Oxford University Press. 2020년 3월 22일에 원본 문서에서 보존된 문서.
2. 1 2  “Constituency data: electorates”. 2020년 6월 15일. 2020년 6월 26일에 확인함.
3. ↑  “The Bow Group "Crossbow" – 50th Anniversary edition (page 41)” (PDF). bowgroup.org. 2020년 3월 24일에 원본 문서 (PDF)에서 보존된 문서. 2008년 10월 27일에 확인함.
4. ↑  “Boundary Commission for England – Isle of Wight”. statistics.gov.uk. 2008년 7월 4일에 원본 문서에서 보존된 문서. 2008년 10월 26일에 확인함.
5. ↑  “2023 Review”. Boundary Commission for England. 2021년 10월 7일에 확인함.
6. ↑  “Isle of Wight set for two MPs under boundary review”. 《BBC News》 (영국 영어). 2022년 11월 8일. 2023년 7월 31일에 확인함.
7. ↑  “"The new boundaries mean I have to decide which seat I wish to be selected in"”. 《uk.finance.yahoo.com》 (영국 영어). 2022년 12월 14일에 확인함.
8. ↑  “New proposals for two Isle of Wight Parliamentary constituencies revealed in latest boundary review (updated)”. 《OnTheWight》. 2021년 6월 8일. 2021년 11월 16일에 확인함.
9. ↑  “Initial proposals for new Parliamentary constituency boundaries in the South East region”. Boundary Commission for England. 2021년 10월 18일에 확인함.
10. ↑  Herdman, Julia (2017년 4월 21일). “The Rotten Boroughs of England” (영국 영어). 2021년 11월 16일에 확인함.
11. ↑  “Representation of the People Act 1867” (PDF).
12. ↑  Great Britain, Incorporated Council of Law Reporting for England and Wales. 《The public general acts》 (영어). unknown library. Proprietors of the Law Journal Reports, 1884.
13. 1 2  “UK General Election results – October 1974”. politicsresources.net. 2011년 8월 11일에 원본 문서에서 보존된 문서. 2008년 10월 27일에 확인함.
14. 1 2  “UK General Election results – May 1979”. politicsresources.net. 2011년 7월 24일에 원본 문서에서 보존된 문서. 2008년 10월 27일에 확인함.
15. 1 2 3 4  “BBC News – Results and Constituencies – Isle of Wight”. bbc.co.uk. 2008년 10월 27일에 확인함.
16. ↑  “Lib Dems put forward youngest candidate on Isle of Wight”. 《Isle of Wight County Press》 (영어). 2019년 7월 12일에 확인함.
17. ↑  “Unite to Remain agreement”. 《Liberal Democrats》. 2019년 11월 7일.
18. ↑  레이그 레이먼트의 연도별 국회의원 목록 (Leigh Rayment's Historical List of MPs) –  'I'로 시작하는 선거구
19. 1 2 3 4 5 6  Stooks Smith, Henry. (1973) [1844-1850].  Craig, F. W. S., 편집. 《The Parliaments of England》 2판. Chichester: Parliamentary Research Services. 153쪽. ISBN 0-900178-13-2.
20. ↑  Churton, Edward (1836). 《The Assembled Commons or Parliamentary Biographer: 1836》. 160쪽.
21. ↑  “Illustrated London News”. 1847년 7월 31일. 7면. 2018년 8월 4일에 확인함 – British Newspaper Archive 경유.
22. ↑  “General Election”. 《London Evening Standard》. 1847년 8월 7일. 3면. 2018년 8월 4일에 확인함 – British Newspaper Archive 경유.
23. ↑  “Bell's Weekly Messenger”. 1847년 8월 16일. 2면. 2018년 8월 4일에 확인함 – British Newspaper Archive 경유.
24. ↑  “Hampshire Advertiser”. 1851년 5월 24일. 5면. 2018년 8월 4일에 확인함 – British Newspaper Archive 경유.
25. ↑  “Isle of Wight Election”. 《Berkshire Chronicle》. 1852년 7월 24일. 8면. 2018년 8월 4일에 확인함 – British Newspaper Archive 경유.
26. ↑  “Election Matters”. 《Lancaster Gazette》. 1852년 7월 24일. 8면. 2018년 8월 4일에 확인함 – British Newspaper Archive 경유.
27. ↑  “Old Borough Members of Parliament Without Seats”. 《Devizes and Wiltshire Gazette》. 1857년 4월 9일. 4면. 2018년 8월 4일에 확인함 – British Newspaper Archive 경유.
28. ↑  “STATEMENT OF PERSONS NOMINATED AND NOTICE OF POLL” (PDF). Isle of Wight: Acting Returning Officer. 2019년 11월 14일.
29. ↑  “Isle of Wight LibDem MP hopeful one of youngest in country”. 2017년 4월 22일.
30. ↑  “Isle of Wight Green Party reselects Vix Lowthion as Parliamentary Candidate”. 《isleofwight.greenparty.org.uk》. 2023년 10월 19일에 원본 문서에서 보존된 문서. 2024년 7월 12일에 확인함.
31. ↑  “Election Data 2015”. Electoral Calculus. 2015년 10월 17일에 원본 문서에서 보존된 문서. 2015년 10월 17일에 확인함.
32. 1 2  “ISLE OF WIGHT 2015”. 《electionresults.blogspot.co.uk》.
33. ↑  “Isle of Wight Green Party announce parliamentary candidate”. 《isleofwight.greenparty.org.uk》.[깨진 링크(과거 내용 찾기)]
34. ↑  “Campaign Launch”.
35. ↑  “Ian Stephens to stand as Independent candidate for Isle of Wight MP”. 《Isle of Wight News from OnTheWight》. 2015년 1월 22일.
36. ↑  Statement of Persons Nominated 보관됨 12 6월 2011 - 웨이백 머신, Isle of Wight Council
37. ↑  “Island set for race to be next MP”. 《www.iwcp.co.uk》.
38. ↑  “IWight – Isle of Wight General election results 2005”. iwight.gov.uk. 2009년 9월 10일에 원본 문서에서 보존된 문서. 2008년 10월 27일에 확인함.
39. ↑  “Politics Resources”. 《Election 1992》. Politics Resources. 1992년 4월 9일. 2011년 7월 24일에 원본 문서에서 보존된 문서. 2010년 12월 6일에 확인함.
40. 1 2 3  “British Parliamentary Election Results 1983–1997”. election.demon.co.uk. 2008년 10월 26일에 확인함.
41. ↑  “UK General Election results – February 1974”. politicsresources.net. 2016년 3월 4일에 원본 문서에서 보존된 문서. 2008년 10월 27일에 확인함.
42. ↑  “UK General Election results – June 1970”. politicsresources.net. 2011년 8월 11일에 원본 문서에서 보존된 문서. 2008년 10월 27일에 확인함.
43. ↑  “UK General Election results – March 1966”. politicsresources.net. 2011년 8월 11일에 원본 문서에서 보존된 문서. 2008년 10월 27일에 확인함.
44. ↑  “UK General Election results – March 1964”. politicsresources.net. 2011년 8월 11일에 원본 문서에서 보존된 문서. 2008년 10월 27일에 확인함.
45. ↑  “UK General Election results – October 1959”. politicsresources.net. 2011년 8월 11일에 원본 문서에서 보존된 문서. 2008년 10월 27일에 확인함.
46. ↑  “UK General Election results – May 1955”. politicsresources.net. 2011년 8월 11일에 원본 문서에서 보존된 문서. 2008년 10월 27일에 확인함.
47. ↑  “UK General Election results – October 1951”. politicsresources.net. 2011년 8월 11일에 원본 문서에서 보존된 문서. 2008년 10월 27일에 확인함.
48. ↑  “UK General Election results – February 1950”. politicsresources.net. 2011년 8월 11일에 원본 문서에서 보존된 문서. 2008년 10월 27일에 확인함.
49. ↑  “UK General Election results – July 1945”. politicsresources.net. 2015년 9월 24일에 원본 문서에서 보존된 문서. 2008년 10월 27일에 확인함.
50. ↑  “UK General Election results – 1935”. politicsresources.net. 2011년 8월 11일에 원본 문서에서 보존된 문서. 2011년 9월 16일에 확인함.
51. ↑  British parliamentary election results 1918–1949, Craig, F.W.S.
52. ↑  British parliamentary election results 1885–1918
53. 1 2 3 4 5 6 7  British parliamentary election results, 1885–1918 (Craig)
54. ↑  The Constitutional Year Book, 1904, published by Conservative Central Office, page 145 (169 in web page), Isle of Wight
55. 1 2 3  Craig, FWS, 편집. (1974). 《British Parliamentary Election Results: 1885-1918》. London: Macmillan Press. ISBN 9781349022984.
56. ↑  “Mr. John Stuart in the Isle of Wight”. 《Hastings & St. Leonards Observer》. 1886년 7월 3일. 2면. 2017년 12월 1일에 확인함 – British Newspaper Archive 경유.
57. 1 2 3 4 5 6 7 8 9 10 11 12 13 14  Craig, F. W. S., 편집. (1977). 《British Parliamentary Election Results 1832-1885》 1판. London: Macmillan Press. ISBN 978-1-349-02349-3.
58. ↑  “The Isle of Wight”. 《Hampshire Advertiser》. 1880년 2월 7일. 8면. 2017년 12월 1일에 확인함 – British Newspaper Archive 경유.
59. ↑  “Isle of Wight”. 《Nottinghamshire Guardian》. 1870년 5월 27일. 12면. 2018년 1월 1일에 확인함 – British Newspaper Archive 경유.
60. ↑  “Portsmouth Times and Naval Gazette”. 1851년 5월 10일. 5면. 2018년 8월 4일에 확인함 – British Newspaper Archive 경유.
61. ↑  "The Last Days of Sir 존 사이미언", The Month: A Magazine and Review new series, vol. II (XIII), July to December 1870, pp. 481-484.
62. ↑  “Isle of Wight”. 《Hampshire Chronicle》. 1837년 8월 7일. 1면. 2020년 5월 2일에 확인함 – British Newspaper Archive 경유.